# Fortunato Losso Netto
Fortunato Losso Netto (Piracicaba, 18 de agosto de 1910 – Piracicaba, 3 de janeiro de 1985) foi um médico e jornalista piracicabano, diretor-proprietário do centenário Jornal de Piracicaba.

## Biografia
Fortunato Losso Netto nasceu em 18 de agosto de 1910, em Piracicaba. Era filho de José Rosário Losso, imigrante italiano da região da Calábria, e Antonietta Rosalina Bruno Losso. Em 1928 formou-se professor normalista pela Escola Normal de Piracicaba. Em 1934 formou-se médico radiologista pela Faculdade Federal Fluminense, em Niterói. 

Começou escrever para jornais ainda nos bancos escolares, estimulado por seu professor Pedro Crem, que também era redator do Jornal de Piracicaba. Já estudante de medicina deu prosseguimento às atividades de imprensa, empregando-se como revisor de O Jornal, de Assis Chateaubriand.

Em Botucatu, cidade para a qual se mudou após o término da faculdade, trabalhou como médico e foi colaborador assíduo do jornal local.

Voltou a Piracicaba em 1935, onde foi encarregado da instalação de um aparelho de raios-x na Santa Casa de Misericórdia de Piracicaba. Ao mesmo tempo instalou sua clínica médica e retomou a colaboração com o Jornal de Piracicaba, para o qual escrevia a coluna Doutor Xis, que falava sobre saúde e dava conselhos médicos.

Em 1939, junto a seu pai, José Rosário Losso, e seu irmão, Eugênio Luiz Losso, adquiriu o Jornal de Piracicaba. Losso Netto passou a dividir seu tempo entre os atendimentos no hospital, durante as manhãs e a tarde, e o trabalho no jornal, do final da tarde às altas horas da madrugada.

Esteve à frente do Jornal de Piracicaba durante 46 anos, até seu falecimento, em 1985. Escrevia editoriais, artigos assinados, crônicas de arte e esporadicamente reportagens. 

Foi grande amante da música erudita e das artes plásticas, envolvido com a maioria das iniciativas, entidades e eventos culturais que havia na Piracicaba daqueles anos. Talvez por influencia de Eugênio Luiz Losso, seu irmão mais velho, talentoso pintor, também se arriscava com as tintas.
Esteve envolvido na criação das mais importantes entidades surgidas na Piracicaba do século XX, entre as quais estão o Rotary Club (1941), Sociedade de Cultura Artística (1925), Pró Arte piracicabana (1953) e Escola de Música de Piracicaba (1961), Instituto Histórico e Geográfico de Piracicaba (1967), Associação de Controle da Poluição Ambiental da Região de Piracicaba (1967), Rádio Educadora de Piracicaba (1967), Empresa Telefônica de Piracicaba (anos 50), Conselho Coordenador das Entidades Civis de Piracicaba (1956). Na Santa Casa de Misericórdia, da qual foi diretor clínico durante 18 anos, lutou pela instalação do Pavilhão de Psiquiatria Catarina Ometto (anos 50). Foi um dos fundadores da Associação Paulista de Medicina, regional de Piracicaba. Brigou pela criação da Escola de Enfermagem de Piracicaba (nos anos 60), da Faculdade de Odontologia (anos 50) da cidade, hoje pertencente a Unicamp, e da Fundação Municipal de Ensino de Piracicaba, mantenedora da Escola de Engenharia de Piracicaba (anos 60).

Pertenceu à Academia Piracicabana de Letras. Patrocinou obras de escritores piracicabanos, como a primeira edição do livro Manual de História Piracicabana, de Guilherme Vitti (1966). 

À frente do Jornal de Piracicaba, empenhou-se pelo desenvolvimento de Piracicaba e região, sem esquecer-se da tradição beneficente do matutino. Entre as muitas campanhas realizadas pelo periódico estão a Campanha de Pirapitingui (para o envio  de roupas, móveis e brinquedos aos doentes de hanseníase da colônia-asilo de Pirapitingui, nos anos 50), a campanha pela criação da Faculdade de Farmácia e Odontologia de Piracicaba (1950-1957), a campanha contra a encampação da FOP pela Unicamp (1967), a campanha pela criação da Escola de Engenharia de Piracicaba (anos 60), campanha pela abertura da estrada Piracicaba – Rio Claro (anos 50), pela municipalização do serviço de telefonia na cidade (anos 50), pela recuperação das linhas de bondes de Piracicaba (anos 50), contra a poluição do rio Piracicaba (ao longo de décadas).

Nunca disputou cargos públicos. Foi grande admirador de Jânio Quadros, mantendo amizade pessoal com o “homem da vassoura”.

Losso Netto faleceu aos 74 anos, vítima de uma parada cardíaca, em 3 de janeiro de 1985.

## Homenagens
Ainda em vida, Fortunato Losso Netto foi agraciado, pela Câmara de Vereadores de Piracicaba, com o título Piracicabanus Praeclarus (1962). 

Em 1974 seu nome foi atribuído ao Pavilhão de Radiologia da Santa Casa de Misericórdia de Piracicaba (1974). Do mesmo hospital recebeu o título de Médico Honorário do Corpo Clínico (1975). 

Em 1979 foi condecorado com a comenda Paul Harris, atribuído pelo Rotary Club de Piracicaba. 

Postumamente, seu nome foi escolhido para batizar Unidade de Pronto Atendimento Médico do Bairro do Piracicamirim (Upam Dr. Fortunato Losso Netto). Em 1985 o então prefeito piracicabano Adilson Maluf escolheu o nome do jornalista para batizar o teatro municipal da cidade, que passou a denominar-se Teatro Municipal Dr. Losso Netto. Em 1989 foi criado o Prêmio Losso Netto, que todos os anos é concedido pela Universidade Metodista de Piracicaba e pelo Jornal de Piracicaba à equipe de alunos que produza o melhor trabalho de conclusão do curso de jornalismo da Unimep.